# Schloss Thürn

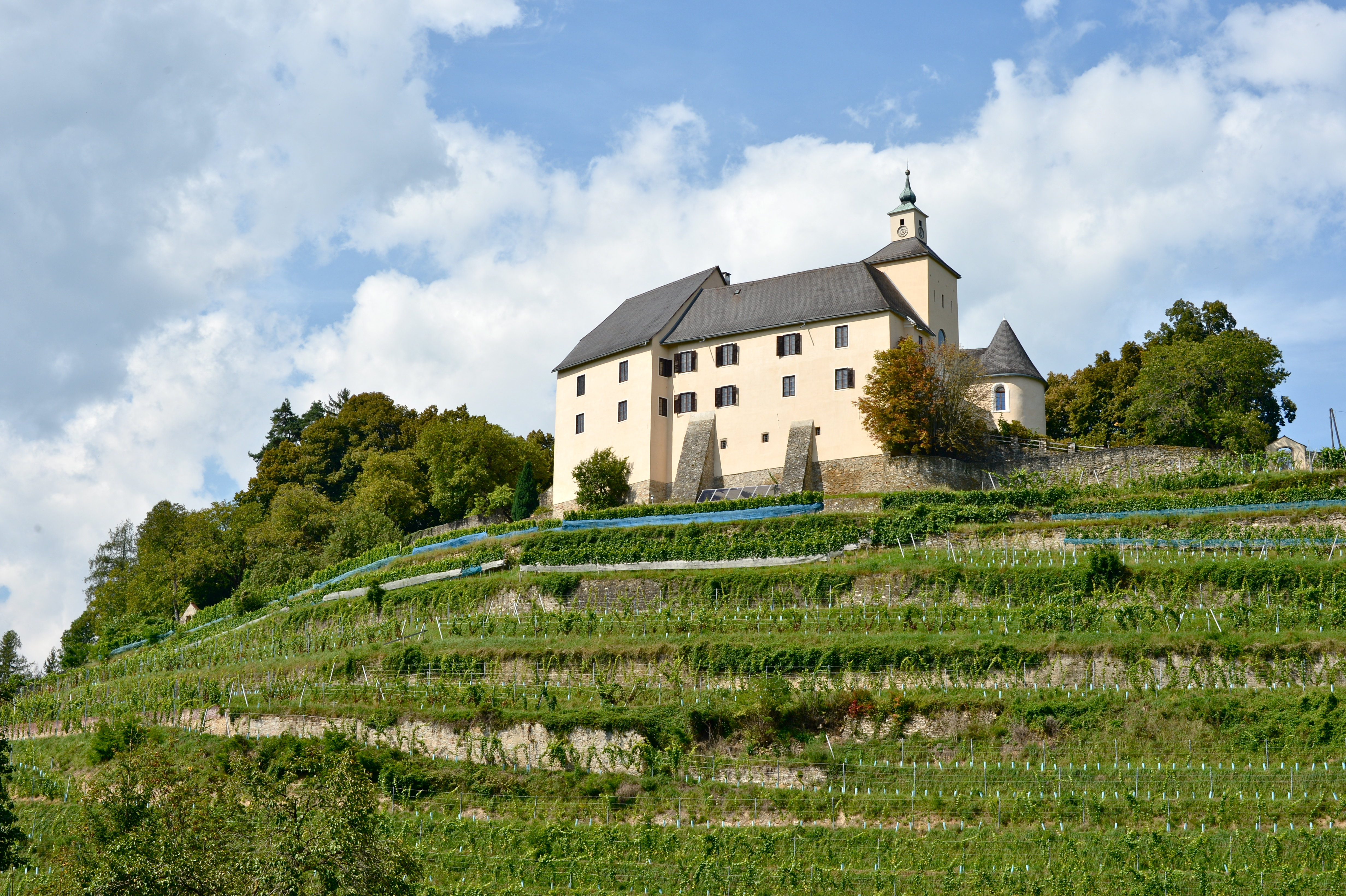

Das Schloss Thürn steht am Osthang der Saualpe westlich von Siegelsdorf in der Gemeinde Wolfsberg in Kärnten. Die Anlage war wohl ein Vorwerk der höher gelegenen Burg Reisberg. Das Schloss mit einem Turm aus dem 14. Jahrhundert erfuhr im 16., 18. und im 20. Jahrhundert wesentliche Veränderungen.

## Geschichte
Der Ansitz wurde erstmals 1243 als Besitz des Wülfling von dem Thurn erwähnt. 1372 ging die Burg an die Lonsperger (Landsberger). Weitere urkundlich bekannte Besitzer waren 1480 Wolfgang Fuchs, 1520 Sebastian von Reisberg und 1545 Veith von Eibiswald. Sein Sohn Amelreich erweiterte den Bau 1580 bis 1590, danach blieb das Anwesen bis 1667 im Besitz der Familie.
1675 erwarb der Salzburger Erzbischof Max Gandolf von Kuenburg das Schloss und überließ es 1679 dem Domstift St. Andrä. 1835 war Thürn dem Einsturz nahe und wurde restauriert. 1859 bis 1916 gehörte es dem Jesuitenorden. Nach mehrmaligem Besitzerwechsel kaufte die Familie Hollinger das Anwesen. 
Hellmut Longin – Gründer der Radex Heraklith Industriebeteiligungs AG (RHI) kaufte das Anwesen Anfang der 2000er-Jahre und renovierte es aufwendig.
Heidi Horten kaufte das Schloss mit einer Wohnnutzfläche von rund 2.000 m² Mitte 2020. Zwei Jahre später starb sie. Witwer Kari Goess gab einen Erbverzicht ab, womit das Schloss an die Horten-Stiftung fiel. 2025 kaufte der Immobilien-Entwickler und Gründer der Riedergarten-Immobilien Herbert Waldner um 4,8 Millionen Euro das Objekt.

## Beschreibung
Der zweigeschoßige Palas an der Südseite wird von zwei Pfeilern geböscht und besitzt an seiner Ostseite einen auf figuralen gotischen Kragsteinen ruhenden Erker, der mit dem Wappen der Reisberg versehen ist. Der östlich daran anschließende, quadratische Turm stammt im Kern aus dem 14. Jahrhundert und besitzt ein mit einem Zwiebeltürmchen bekröntes Zeltdach. Der Rundturm im Nordosten ist der ehemalige Bergfried. Westlich davon sieht man das ehemalige Zugbrückentor.
Ein Kragstein im Hof ist mit 1508 bezeichnet. Zwischen dem Palas und dem Osttrakt befindet sich ein Arkadengang. Am Stiegenaufgang ist das mit 1578 bezeichnete Doppelwappen der Eibiswald-Pain angebracht. Ein Kragstein auf dem östlichen Gang trägt die Jahreszahl 1585. Die Balkendecke eines Raumes im Obergeschoß ist mit 1584 bezeichnet.
Die heutige Kapelle im Nordostturm besaß ein aufwendig intarsiertes Renaissance-Türprospekt von 1589, welches sich heute in der Schausammlung des Stiftes St. Paul befindet.
Die ursprüngliche Kapelle befindet sich im Raum über der Toreinfahrt. An der teilweise erhaltenen Apsis finden sich Reste gotischer Wandmalerei aus dem letzten Viertel des 15. Jahrhunderts. Dargestellt sind die Heiligen Rupert, Christophorus und Florian, sowie ein heiliger Bischof und Ranken.
Der Weingarten Schloss Thürn war bis ins 19. Jahrhundert das größte zusammenhängende Weinbaugebiet Kärntens und wurde 1978 von der Familie Gartner rekultiviert.